# Železniční stanice Tel Aviv ha-Hagana
Železniční stanice Tel Aviv ha-Hagana (hebrejsky: תחנת הרכבת תל אביב ההגנה, Tachanat ha-rakevet Tel Aviv ha-Hagana) je železniční stanice v Izraeli. Leží na železniční trati Tel Aviv-Jeruzalém, která v tomto úseku vede společně s železniční tratí Tel Aviv-Beerševa, železniční tratí Tel Aviv-Rišon le-Cijon, železniční tratí Tel Aviv-Aškelon a také vysokorychlostní železniční tratí Tel Aviv-Modi'in.
Leží v jihovýchodní části Tel Avivu v pobřežní nížině, v nadmořské výšce cca 20 metrů. Je situována do severojižního dopravního koridoru. Vede jím Ajalonská železniční trať, nejfrekventovanější železniční úsek v Izraeli a hlavní severojižní vlaková tepna telavivské aglomerace. Kromě železnice jím vede i  tzv. Ajalonská dálnice (tu zde kříží ulice Derech ha-Hagana) a regulované koryto toku Nachal Ajalon. Na východě s ní sousedí čtvrť Šchunat ha-Tikva, na západě Neve Ša'anan, v níž stojí Telavivské centrální autobusové nádraží.
Byla otevřena roku 2002. V roce 2006 došlo v úseku od této stanice směrem na sever k položení třetí koleje. Stanice je obsluhována autobusovými linkami společnosti Egged. Nejsou tu k dispozici parkovací místa pro automobily. Jsou zde automaty na nápoje, prodejní stánky, bankomat a veřejný telefon.